# Augustinerkirche (Wien)

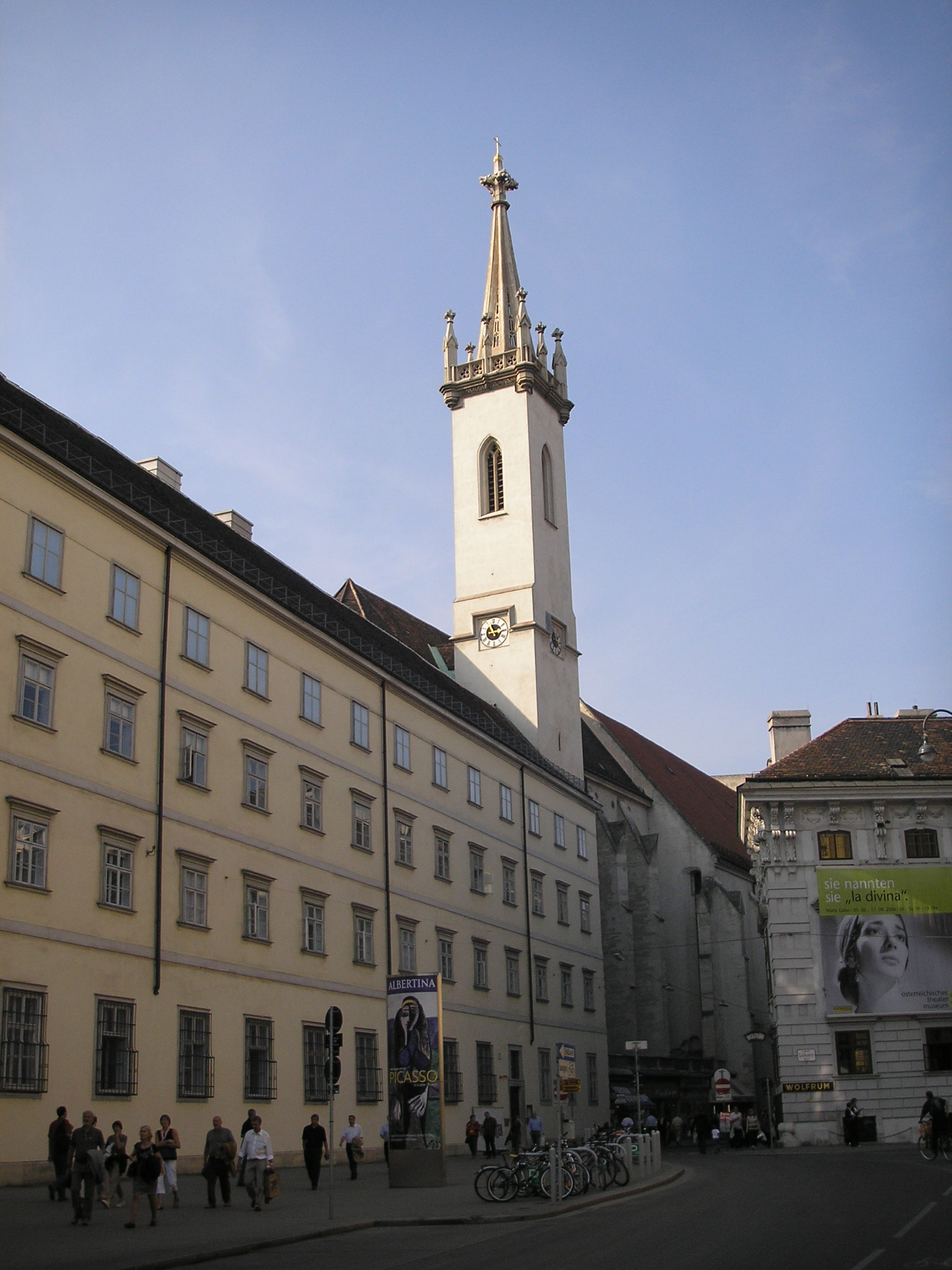
Augustinerkirche

Die Augustinerkirche ist eine gotische römisch-katholische Pfarrkirche im 1. Wiener Gemeindebezirk Innere Stadt. Die ehemalige kaiserliche Hofpfarrkirche ist heute Teil des Albertina-Traktes der Wiener Hofburg.

## Geschichte

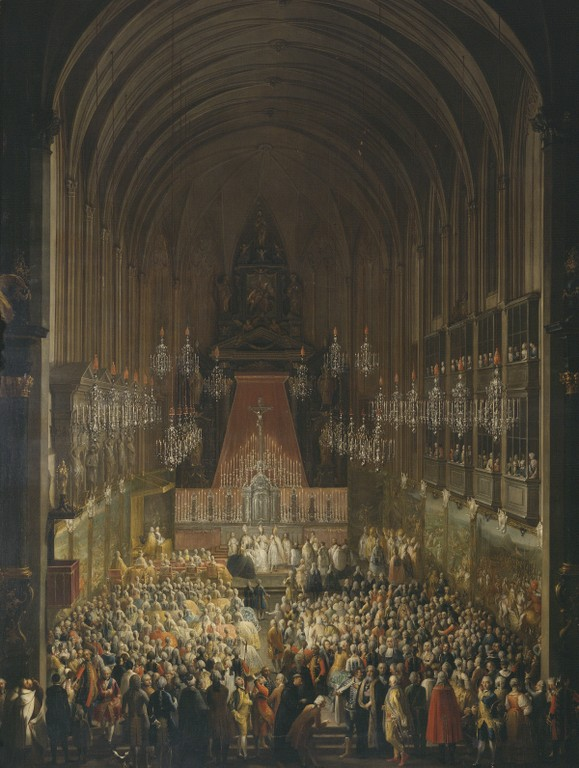
Kaiserliche Hochzeit zwischen Joseph II. und Isabella von Parma, 1760

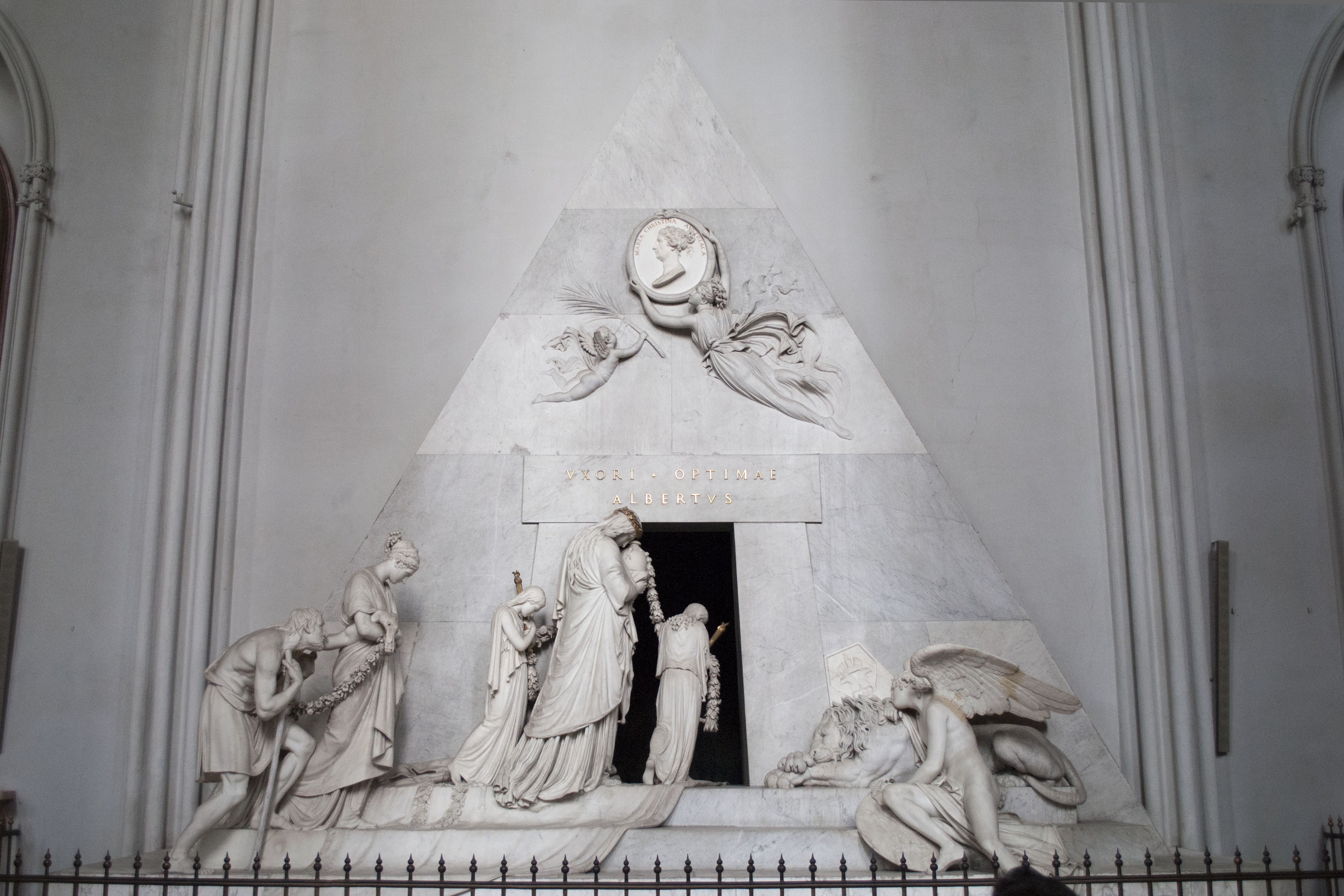
Grabdenkmal für Erzherzogin Marie Christine von Antonio Canova, 1805

Im Jahre 1327 stiftete der Habsburger Herzog Friedrich der Schöne dem Augustiner-Eremiten-Orden (seit 1963: Augustiner) eine Kirche mit Kloster. Das Langhaus wurde unter Baumeister Dietrich Landtner von Pirn von 1330 bis 1339 erbaut, aber erst am 1. November 1349 geweiht. Zunächst wurde der gotische Bau freistehend errichtet, wegen des Zusammenhangs mit dem urbanen Gefüge im Gegensatz zu den meisten romanischen und gotischen Kirchen nicht geostet. Der Chor ist nach Südsüdost orientiert, Der Haupteingang mit einem Vorraum nach Nordnordwest, zum Josephsplatz. Erst als man die Hofburg erbaute und den Albertinatrakt (Augustinertrakt) errichtete, wurde die Kirche in den Gebäudekomplex integriert. 1443 wurde der in Wien verstorbene Nikodemus della Scala, Fürstbischof von Freising, vor dem Kreuzaltar der Augustinerkirche begraben. Ein Grabmal existiert heute nicht mehr.
Im Jahre 1634 wurde die Augustinerkirche zur kaiserlichen Hofpfarrkirche ernannt (siehe auch k.u.k. Hof- und Burgpfarre), damit begann eine längere Periode der Barockisierung. Die Kirche war Schauplatz der Thronfeiern des Kaiserhauses und der Hoftrauungen. Die bedeutendsten Hochzeiten waren diejenigen von Erzherzogin Maria Theresia mit Franz von Lothringen im Jahre 1736, die Stellvertreterhochzeit ihrer Tochter Erzherzogin Maria Antonia am 19. April 1770 mit dem späteren König von Frankreich Ludwig XVI., die Stellvertreterhochzeit von Erzherzogin Maria Ludovika mit Napoleon Bonaparte am 11. März 1810 und die Trauung von Kaiser Franz Joseph I. mit Prinzessin Elisabeth (Sisi) in Bayern am 24. April 1854. Ab der Entstehung der Erzdiözese Wien im Jahre 1729 pflegte man die neu ernannten Erzbischöfe in der Augustinerkirche einzukleiden.
Um 1784/85 wurde die Kirche unter Joseph II. von Oberhofarchitekt Johann Ferdinand Hetzendorf von Hohenberg (1733–1816) regotisiert; dazu wurden 18 Seitenaltäre entfernt, welche im Zeitraum von 1630 bis 1780 errichtet wurden.

### Augustinerkloster
Das Kloster St. Augustin, 1327 begründet, gehörte anfangs zur 1299 installierten Bayerischen Provinz des Augustinereremiten-Ordens (Bayern, Böhmen, Mähren, Österreich, Schlesien, Polen). Sie war seinerzeit bedeutend und stellte während des Mittelalters an die 50 Weihbischöfe. In der Reformation wurden zahlreiche Niederlassungen aufgegeben, Wien blieb aber weiterbesetzt. Mit der Gegenreformation erfolgte eine Restaurierung des Ordens (zu der Zeit bildeten sich auch die strengeren Augustiner-Barfüßer, denen etwa der Volksprediger Abraham a Santa Clara angehörte). Durch die Wiedererrichtung von etwa 20 Klöstern entstanden im Habsburgerreich ab dem 17. Jahrhundert drei Provinzen. Das Augustinerkloster auf der Landstraße (Wien 3., 1695 gegr., 1812 aufgehoben und 1912 abgerissen) war als Generalkonvent dem Ordensgeneral in Rom direkt unterstellt, und Provinzialat der Wiener Provinz, sowie Studienhaus der Professoren, die 150 Jahre lang den Lehrstuhl für Moraltheologie an der Universität Wien innehatten. Das Kloster an der Hofburg war Hofkloster, stellte seit 1634 den kaiserlichen Hofpfarrer und die Seelsorge für die Mitglieder des Kaiserhofes, und richtete die bedeutenden religiösen Zeremonien des Hoflebens aus. Die Gruft der Augustinerkirche war neben der Michaelergruft die bedeutendste Grablege des Hofadels.
In den Josephinischen Reformen wurden fast alle Augustinereremiten-Klöster aufgehoben, das an der Hofburg 1836 (die Hofpfarre wurde bis 1918 von Weltpriestern des hier angesiedelten Frintaneums weitergeführt). Nur ein paar Konvente in Böhmen und Mähren blieben erhalten, die erst zu kommunistischer Zeit aufgehoben wurden. Die nach dem Zweiten Weltkrieg von dort vertriebenen sudetendeutschen Augustiner begründeten einen neuen Ordensverband, das Vikariat Wien der Deutschen Augustiner-Provinz, heute als österreichisch-süddeutsche Zirkumskription ein Vikariat unter der direkten Jurisdiktion des Generalpriors. 1951 besiedelten sie das Hofburgkloster neu.
Das Augustiner-Vikariat Wien Maria Trost umfasst heute St. Augustin Wien und das 1962 errichtete Kloster Maria Trost in Zwiesel/Bay. Wald. Dem Vikariat gehören (Stand 2013) zehn Mitbrüder an, von denen vier in Wien zu Hause sind. Prior ist derzeit P. Dominic Sadrawetz OSA Betreut werden die Pfarren St. Augustin und Aspersdorf. Im Erdgeschoß des Klostertrakts sind die Pfarre und der Konvent untergebracht, im ersten Stock die Klausur.

### Pfarre St. Augustin
Zur Pfarre gehören auch die Malteserkirche, Sankt Ursula, Annakirche und Kapuzinerkirche, sowie die Burgkapelle der Hofburg und die Elisabethkapelle im Center St. Elisabeth.

## Der Kirchenbau

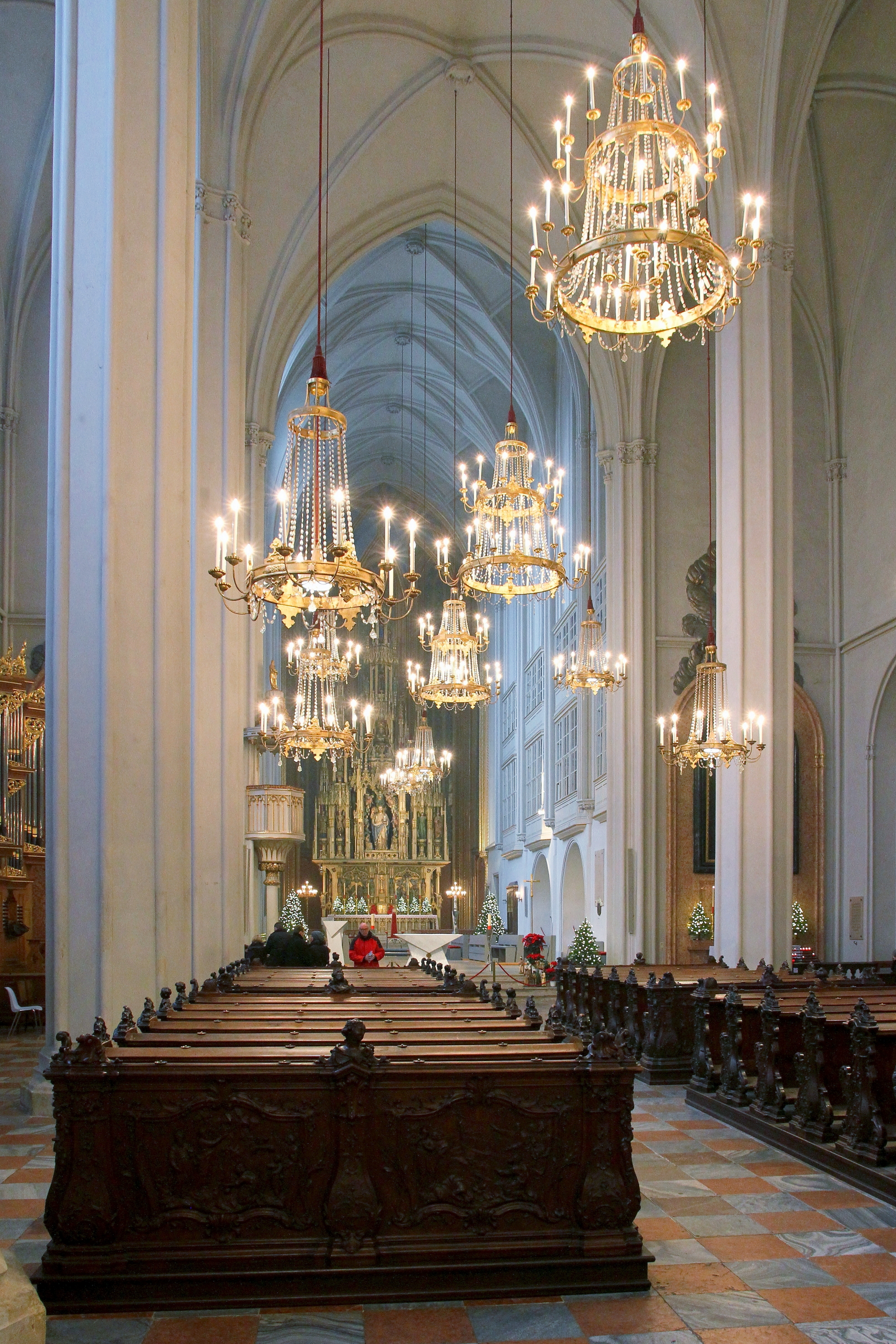
Innenansicht

Die Kirche wirkt von außen eher unauffällig, da sie sich in die umliegenden Bauwerke einfügt, besitzt aber ein beeindruckendes Inneres. Die ehemalige Hauptfassade mit Strebepfeilern, Mittelfenster und Portal wurde 1767–1769 durch einen Flügel der Hofbibliothek (heute Österreichische Nationalbibliothek) verdeckt, in dem sich nun der Vorraum vor dem Hauptportal befindet. Der quadratische Turm steht an der Nordseite. Durch das Hauptportal am Josephsplatz gelangt man in den dreischiffigen Innenraum, der 43 Meter lang und 20 Meter hoch ist. An das Hauptschiff schließt sich der Hochchor an, 40 Meter lang, 10 Meter breit und 24 Meter hoch. Um den Hochaltar legt sich die 7/10-Apsis.

### Ausstattung
Zu den bedeutenden Kunstwerken im Kirchenschiff gehört an der rechten (westlichen) Seitenwand des Langhauses das Grabdenkmal für die Erzherzogin Marie Christine von Sachsen-Teschen (1800-05) von Antonio Canova. Das Monument zitiert die römische Cestius-Pyramide und war Vorlage für Canovas eigenes Grabmonument, das von seinen Schülern in der Kirche Santa Maria Gloriosa dei Frari in Venedig errichtet wurde. Das Grabmal im Relief öffnet sich mit einem Tor ins Totenreich, über dem die Widmung Uxori optimae Albertus (der besten Gattin von Albert gewidmet) steht. Ein vollplastischer Trauerzug nähert sich dem Eingang. Voran schreitet die Allegorie der Tugend mit einer Urne und zwei kleineren Begleiterinnen, es folgt die Caritas, die einen Greis stützt. Rechts auf den Stufen schlafen ein Löwe als Symbol der Macht und ein Engel; auf dem Pyramidenrelief über dem Tor hält ein Putto einen Palmzweig, ein Genius das Bildnis der Erzherzogin. Das Denkmal wurde 1798 bis 1805 erbaut und gilt als Hauptwerk der klassizistischen Grabmalkunst.
Der Hochaltar im Stil der Hochgotik des 15. Jahrhunderts wurde vom Bildhauer Andreas Halbig 1857 bis 1870 für die Votivkirche entworfen, aus Sandstein gefertigt und polychrom gefasst. Der Altar wurde dort vom Architekten Heinrich Ferstel abgelehnt und 1873/1874 in die Augustinerkirche übertragen. Der Altar zeigt in der Mitte Christkönig als Weltenherrscher, umgeben von vielen Engeln und den Namenspatronen von Kaiser Franz Joseph I.
Die Kirchenbänke in den östlichen Langhausjochen mit ihren reich ornamentierten Wangen und biblischen Szenen an den Stirnseiten wurden um 1730 von Johann Baptist Straub ausgeführt und standen ursprünglich in der ehemaligen zweiten Schwarzspanierkirche in der Alservorstadt. Die Bänke mit intarsierten Wangen mit dem jeweiligen Emblem Kaiser Karls VI. stammen aus der unter Kaiser Joseph I. und unter Maria Theresia veränderten Kammer- oder Josefskapelle in der Wiener Hofburg und aus dem ehemaligen Jakoberkloster.
Der neue Altar versus populum aus Carraramarmor stammt aus dem Jahr 2003.
An den Seitenwänden des Langhauses befinden sich zwei Statuen von Hauptheiligen des Ordens im Bischofsornat: links (östlich) neben der „Bach-Orgel“ (s. u.) der heilige Augustinus mit dem flammenden Herzen in der Rechten, an der rechten Wand mit Bienenkorb und Schreibfeder als Attributen der heilige Ambrosius.

### Grüfte und Nebenkapellen

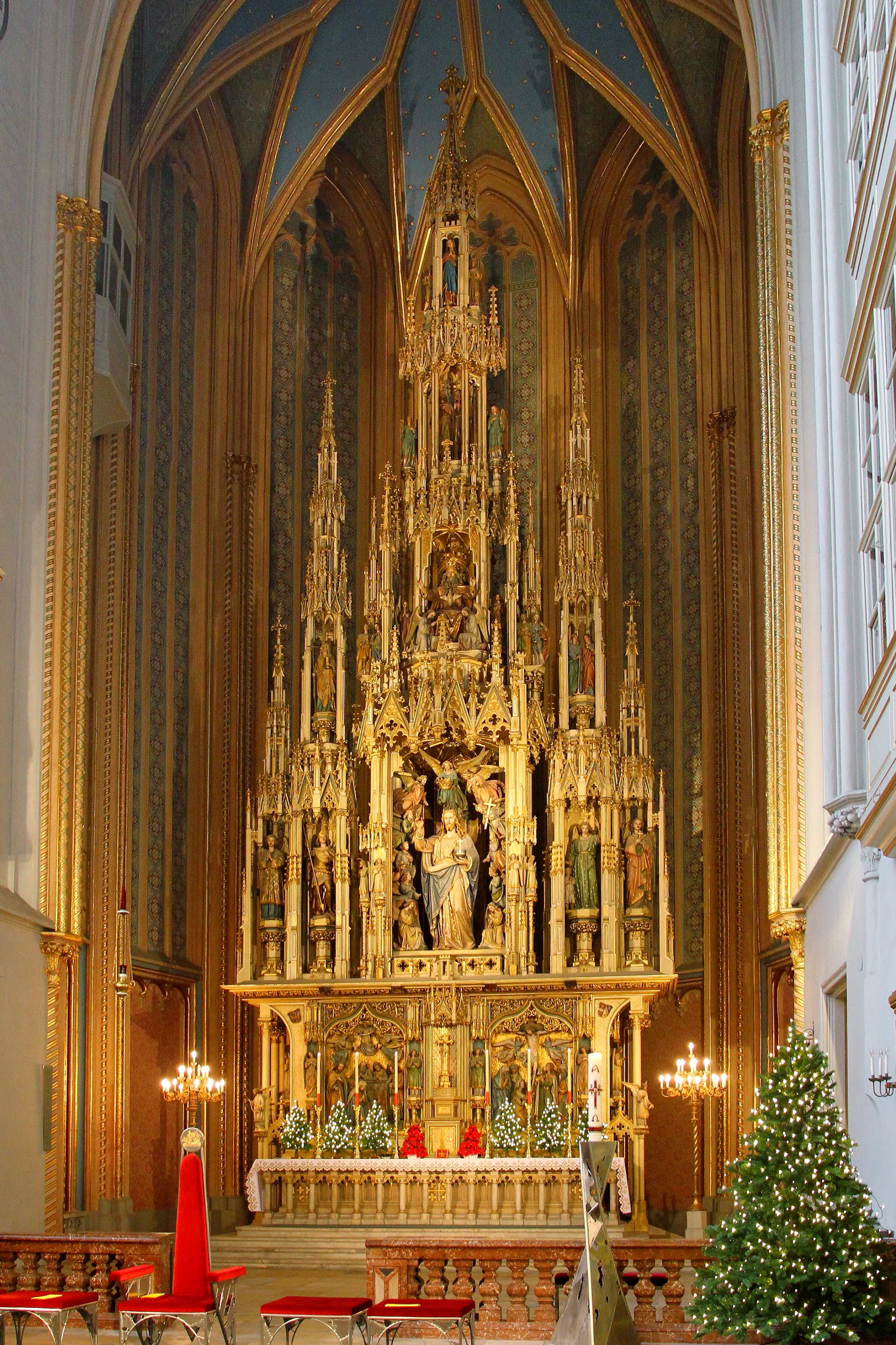
Der steinerne, polychromierte Hochaltar

Die Augustinerkirche besitzt eine Sakristei, eine Georgskapelle und eine Loretokapelle.

#### Kirchengruft
Die Kirchengruft unter dem Langhaus von St. Augustin ist nicht zu verwechseln mit der berühmten Herzgruft der Habsburger, welche an die Loretokapelle der Augustinerkirche angebaut ist (siehe unten).
Die Gruft unter dem Langhaus der Augustinerkirche diente als Grablege der Augustiner sowie des Hofadels, ist für die Öffentlichkeit heute aber nicht mehr zugänglich. In ihr hat etwa auch der Volksprediger Abraham a Santa Clara seine letzte Ruhestätte gefunden. Als zu Anfang des 19. Jahrhunderts die Kapuzinergruft zu klein wurde und die Mönchsgemeinschaft der Kapuziner vom Aussterben bedroht war, wurde in Erwägung gezogen, die Begräbnisstätte der Habsburger in die Kirchengruft von St. Augustin zu verlegen, doch kam es letztlich nicht dazu.
Zu den Adelsfamilien, die sich oft über Generationen in St. Augustin beisetzen ließen, gehörten etwa die Lamberg. Aus dieser Familie wurden z. B. Johann Maximilian von Lamberg (seit 1636 Reichsgraf), Leopold Matthias von Lamberg (seit 1797 Reichsfürst) und Franz Anton von Lamberg in dieser Kirche bestattet.

#### Georgskapelle
Die Georgskapelle südlich des Chores der Augustinerkirche wird als Stiftung des Ulrich II. von Walsee 1337 erstmals urkundlich erwähnt und wurde 1341 geweiht. Bis 1378 wird sie als liturgischer Versammlungsraum eines von Herzog Otto dem Fröhlichen (1301–1339) gegründeten „St. Georgs-Ritterordens“ erwähnt. Dieser war ein der höfischen Mode des Spätmittelalters folgender habsburgischer Hausorden, dem jedoch nur ein kurzes Leben beschieden war. Im 16. Jahrhundert wurde die in die Klosteranlage integrierte Georgskapelle dann als Totenkapelle verwendet.
In der Georgskapelle befinden sich die Grabmäler für Gerard van Swieten sowie Wirich Philipp Graf Daun und ein von Balthasar Ferdinand Moll geschaffenes Grabdenkmal für Leopold Graf Daun. Ein leerer, von Franz Anton Zauner gearbeiteter Prunksarkophag für Kaiser Leopold II. befindet sich ebenfalls in der Kapelle.
Am ersten Adventwochenende findet in der Georgskapelle traditionell ein Adventmarkt statt.

#### Loretokapelle und Herzgruft
Hinter der Loretokapelle der Augustinerkirche, und von ihr durch eine Eisentür getrennt, befindet sich in einem halbrunden Anbau die Herzgruft der Habsburger (im Volksmund auch Herzerlgruft, Herzgrufterl oder Herzgrüfterl genannt). Darin werden in metallenen Urnen die Herzen von 54 Habsburgern aufbewahrt, die hier eine Herzbestattung erhielten.

## Kirchenmusik
Die Kirche St. Augustin ist berühmt für ihre Kirchenmusik. So wird im Hochamt eines jeden Sonn- und Feiertages eine konzertante Messe namhafter Komponisten wie Mozart, Haydn oder Schubert aufgeführt. Chor und Orchester von St. Augustin werden und wurden durch bekannte Musiker dirigiert. Seit 1. September 2021 ist mit Peter Tiefengraber erstmals ein hauptamtlicher Kirchenmusiker im Amt. Er betreut nun die gesamte Kirchenmusik von St. Augustin, deren Repertoire rund 120 Messen umfasst.

### Uraufführungen (Auswahl)
- Anton Bruckner, Messe in f-Moll (1872)
- Franz Schubert, Messe in F-Dur (1814, Uraufführung in Pfarre Lichtental)
- Herwig Reiter, Messe für St. Augustin (2002)
- Kurt Schwertsik, Wolfram Wagner, Akos Banlaky, Johannes Ebenbauer, Jury Everhartz, Trinitatismesse (2006)

## Orgeln

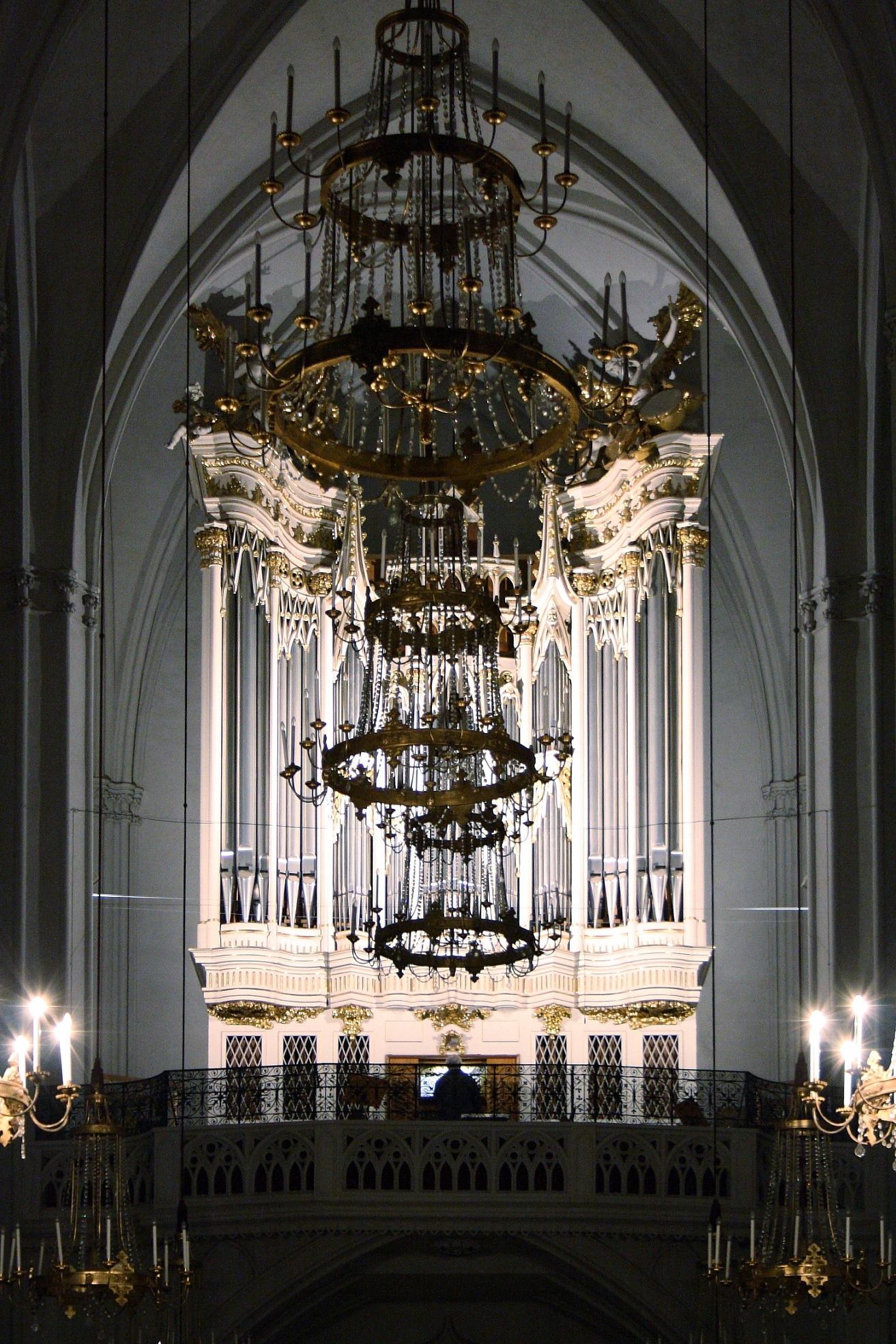
Prospekt der Hauptorgel

In der Augustinerkirche gibt es zwei Orgeln, die Hauptorgel an der Nordwand und die kleinere „Wiener Bach-Orgel“ an der Ostwand am Ende des Langhauses.

### Hauptorgel
Die große Orgel wurde im Jahr 1976 von der Orgelbaumanufaktur Rieger (Schwarzach, Vorarlberg) neu erbaut. Der historische Prospekt aus der Zeit um 1785 blieb erhalten. Er beherbergte bis zum Zweiten Weltkrieg ein Instrument, das von Johann Hencke für die Schwarzspanierkirche erbaut worden war und Ende des 18. Jahrhunderts in St. Augustin aufgestellt wurde. Die Engelsgruppe auf dem Gehäuse stammt vom Rokoko-Bildhauer Johann Baptist Straub.
Das Instrument hat 48 Register auf vier Manualen und Pedal. Im Zuge einer Generalüberholung im Jahr 2002 stattete die Orgelbaufirma Eisenbarth (Passau) das Instrument mit einer modernen Setzeranlage aus. 2019 wurde die Setzeranlage durch die Firma Rieger Orgelbau erneuert, außerdem fand eine Komplett-Reinigung statt und das Pedalwerk wurde um ein labiales 32'-Register ergänzt.
| I Hauptwerk C–g3 |                      |       |
| 1.               | Quintade             | 16′   |
| 2.               | Principal            | 8′    |
| 3.               | Rohrflöte            | 8′    |
| 4.               | Gemshorn             | 8′    |
| 5.               | Cornett V (ab g0)    | 8′    |
| 6.               | Octav                | 4′    |
| 7.               | Spitzflöte           | 4′    |
| 8.               | Quinte               | 2 ⁄3′ |
| 9.               | Superoctav           | 2′    |
| 10.              | Mixtura major IV-VI  |       |
| 11.              | Mixtura minor III-IV |       |
| 12.              | Trompete             | 16′   |
| 13.              | Trompete             | 8′    |

| II Schwellwerk C–g3 |                    |        |
| 14.                 | Gedackt            | 16′    |
| 15.                 | Viola              | 8′     |
| 16.                 | Bourdon            | 8′     |
| 17.                 | Unda Maris (ab c0) | 8′     |
| 18.                 | Principal          | 4′     |
| 19.                 | Flöte              | 4′     |
| 20.                 | Nassat             | 2 ⁄3′  |
| 21.                 | Hohlflöte          | 2′     |
| 22.                 | Terz               | 1 3⁄5′ |
| 23.                 | Scharff IV-VI      |        |
| 24.                 | Cimbel III         |        |
| 25.                 | Dulzian            | 16′    |
| 26.                 | Trompete           | 8′     |
| 27.                 | Oboe               | 8′     |
| 28.                 | Clairon            | 4′     |
|                     | Tremblant doux     |        |

| III Continuowerk C–g3 |                        |       |
| 29.                   | Copula major           | 8′    |
| 30.                   | Copula minor           | 4′    |
| 31.                   | Principal              | 2′    |
| 32.                   | Sesquialter II (ab c0) | 2 ⁄3′ |
| 33.                   | Quinte                 | 1 ⁄3′ |
| 34.                   | Octav                  | 1′    |

| IV Regalwerk C–g3 |                |      |
| 35.               | Regal          | 16′  |
| 36.               | Regal          | 8′   |
| 37.               | Regal          | 4′   |
| 38.               | Blockflöte     | 2′   |
| 39.               | Cimbel II      | 1⁄2′ |
|                   | Tremblant fort |      |

| Pedal C–f1 |                  |       |
| 40.        | Untersatz        | 32'   |
| 41.        | Principal        | 16′   |
| 42.        | Subbass          | 16′   |
| 43.        | Octav            | 8′    |
| 44.        | Gedackt          | 8′    |
| 45.        | Octav            | 4′    |
| 46.        | Rausch-Pfeife IV | 2 ⁄3′ |
| 47.        | Bombarde         | 16′   |
| 48.        | Posaune          | 8′    |

- Koppeln: II/I, III/I, IV/III, I/P, II/P, III/P
- Spielhilfen: 5000-fache elektronische Setzeranlage, MIDI

### Wiener Bach-Orgel
Die kleine Orgel wurde 1985 anlässlich der Festwochen im Jubiläumsjahr „300 Jahre Johann Sebastian Bach“ errichtet. Das Instrument stammt aus der Orgelbauwerkstatt der Gebrüder Reil (Heerde/Niederlande) und wurde in historischer Bauweise errichtet. Das Instrument mit mechanischer Register- und Spieltraktur hat 25 Register auf zwei Manualen und Pedal.
| I Hauptwerk CD–e3 |                         |      |
| 1.                | Bordun                  | 16′  |
| 2.                | Principal               | 8′   |
| 3.                | Gedackt                 | 8′   |
| 4.                | Cornett Disc. V (ab c1) | 8′   |
| 5.                | Spitzflöthe             | 4′   |
| 6.                | Octava                  | 4′   |
| 7.                | Quinte                  | 3′   |
| 8.                | Octava                  | 2′   |
| 9.                | Trompete Bass (bis h0)  | 8′   |
| 10.               | Trompete Disc. (ab c1)  | 8′   |
| 11.               | Mixtur IV-VI            | 1⁄2′ |

| II Oberwerk CD–e3 |                 |       |
| 12.               | Gedackt         | 8′    |
| 13.               | Quintadena      | 8′    |
| 14.               | Principal       | 4′    |
| 15.               | Rohrflöthe      | 4′    |
| 16.               | Nasat           | 3′    |
| 17.               | Octava          | 2′    |
| 18.               | Gemshorn        | 2′    |
| 19.               | Sifflöthe       | 1′    |
| 20.               | Sesquialtera II | 2 ⁄3′ |

| Pedal CD–d1 |                |     |
| 21.         | Sub-Bass       | 16′ |
| 22.         | Octava-Bass    | 8′  |
| 23.         | Posaunen-Bass  | 16′ |
| 24.         | Trompeten-Bass | 8′  |
| 25.         | Cornet         | 2′  |

- Spielhilfen:
  - Manualkoppel (Schiebekoppel)
  - Pedalkoppel I/P
  - Tremulant für die gesamte Orgel